# أجنحة الظلام، وكلمات الظلام
أجنحة الظلام وكلمات الظلام (بالإنجليزية: Dark Wings, Dark Words)‏ هي الحلقة الثانية من الموسم الثالث من المسلسل الفانتازي صراع العروش، والمُقتبس من سلسلة روايات أغنية الجليد والنار للمؤلف جورج ر. ر. مارتن، وهي الحلقة رقم 22 من المسلسل ككل. عُرضت الحلقة لأول مرة في 7 أبريل 2013، على شبكة إتش بي أو المُنتجة للمسلسل، وكانت من كتابة فانسيا تايلور، ومن إخراج دانيال ميناهان.

## ملخص الحلقة
مازالت رِحلة (برين) و (جايمي) على أشُدّها نحو «كينغز لاندينغ»، يَسرِق (جايمي) سيفاً ويَدخُلُ في قِتالٍ معها إلى أن يوقِفهُما جنودٌ يحملونَ أعلام آل (بولتون). (روب ستارك) وبعدَ أن وصلته أنباءُ الاستيلاء على «وينترفيل» واختفاء أخويه (بران) و (ريكون) يُحوّل جُلّ اهتمامِه إلى حضورِ جنازَة جدّه ووالِد أمّه (كاتلين) في قَلعةِ «ريفر رن». (آريا) وصَديقَها (هوت باي) و (غيندري براثيون) يتوجّهونَ كذلك إلى «ريفر رن» ولكن يُقبَض عليهم بواسِطة أخوية بلا راية ويذهبون لِحانَةٍ وهُناك تلتقي بـ (ساندور كليغان) الذي يتعرّف عليها فوراً ويكونُ هوَ أيضاً مأسور. و (مارغري تيرل) وجدّتها يُقنِعان (سانسا) بالكَلام عن (جوفري) فتُخبِرها أنّه وحش. أمّا (ثيون غريجوي) يُعذب في مكان غير معلوم. أمّا (بران) فما زالَ يُشاهِد الأحلام الغريبة والغُراب ذو الثلاث عيون، (جوجن) الذي يُشارِك (بران) بأحلامِه الغريبة يُخبِره أنّ لديه مَقدِرة تُمكّنه الدخول لِعَقل الحيوانات والتَحكّم فيها.

## الإنتاج
سيناريو الحلقة كان من كتابة فانسيا تايلور، وأُختير دانيال ميناهان لإخراجها. كان جوناثان فريمان ‏ مديرًا لتصوير الحلقة، وفرانسيس باركر محررةً لها، أما موسيقى الحلقة التصويرية فكانت من تلحين رامين جوادي.

## نسب المشاهدة
| الموسم | الموسم | رقم الحلقة | رقم الحلقة | رقم الحلقة | رقم الحلقة | رقم الحلقة | رقم الحلقة | رقم الحلقة | رقم الحلقة | رقم الحلقة | رقم الحلقة | المتوسط |
| الموسم | الموسم | 1          | 2          | 3          | 4          | 5          | 6          | 7          | 8          | 9          | 10         | المتوسط |
| ------ | ------ | ---------- | ---------- | ---------- | ---------- | ---------- | ---------- | ---------- | ---------- | ---------- | ---------- | ------- |
|        | 1      | 2.22       | 2.20       | 2.44       | 2.45       | 2.58       | 2.44       | 2.40       | 2.72       | 2.66       | 3.04       | 2.52    |
|        | 2      | 3.86       | 3.76       | 3.77       | 3.65       | 3.90       | 3.88       | 3.69       | 3.86       | 3.38       | 4.20       | 3.80    |
|        | 3      | 4.37       | 4.27       | 4.72       | 4.87       | 5.35       | 5.50       | 4.84       | 5.13       | 5.22       | 5.39       | 4.97    |
|        | 4      | 6.64       | 6.31       | 6.59       | 6.95       | 7.16       | 6.40       | 7.20       | 7.17       | 6.95       | 7.09       | 6.84    |
|        | 5      | 8.00       | 6.81       | 6.71       | 6.82       | 6.56       | 6.24       | 5.40       | 7.01       | 7.14       | 8.11       | 6.88    |
|        | 6      | 7.94       | 7.29       | 7.28       | 7.82       | 7.89       | 6.71       | 7.80       | 7.60       | 7.66       | 8.89       | 7.69    |
|        | 7      | 10.11      | 9.27       | 9.25       | 10.17      | 10.72      | 10.24      | 12.07      | غ/م        | غ/م        | غ/م        | 10.26   |
|        | 8      | 11.76      | 10.29      | 12.02      | 11.80      | 12.48      | 13.61      | غ/م        | غ/م        | غ/م        | غ/م        | 11.99   |

## وصلات خارجية
- أجنحة الظلام، وكلمات الظلام على موقع IMDb (الإنجليزية)
- أجنحة الظلام، وكلمات الظلام على موقع ميتاكريتيك (الإنجليزية)
- أجنحة الظلام، وكلمات الظلام على موقع روتن توميتوز (الإنجليزية)
- أجنحة الظلام، وكلمات الظلام على موقع أول موفي (الإنجليزية)